# Getgöl
Getgöl är en sjö i Högsby kommun i Småland och ingår i Alsteråns huvudavrinningsområde.